# Happy Camp (Kalifornija)
Happy Camp je naseljeno područje za statističke svrhe u američkoj saveznoj državi Kalifornija. Prema popisu stanovništva iz 2010. u njemu je živjelo 1.190 stanovnika.